# Фощеватый
Фощеватый — хутор в Красногвардейском районе Белгородской области России, в составе Ливенского сельского поселения.

## География
Хутор расположен в восточной части Белгородской области, в 18 км по прямой к юго-западу от районного центра, города Бирюча. В Белгородской области имеются населённые пункты со схожими названиями: село Фощеватое — в Корочанском районе; село Фощеватово — в Волоконовском районе.

## Население
| 2002 | 2010 |
| ---- | ---- |
| 76   | ↘52  |